# Tommaso Fiamberti

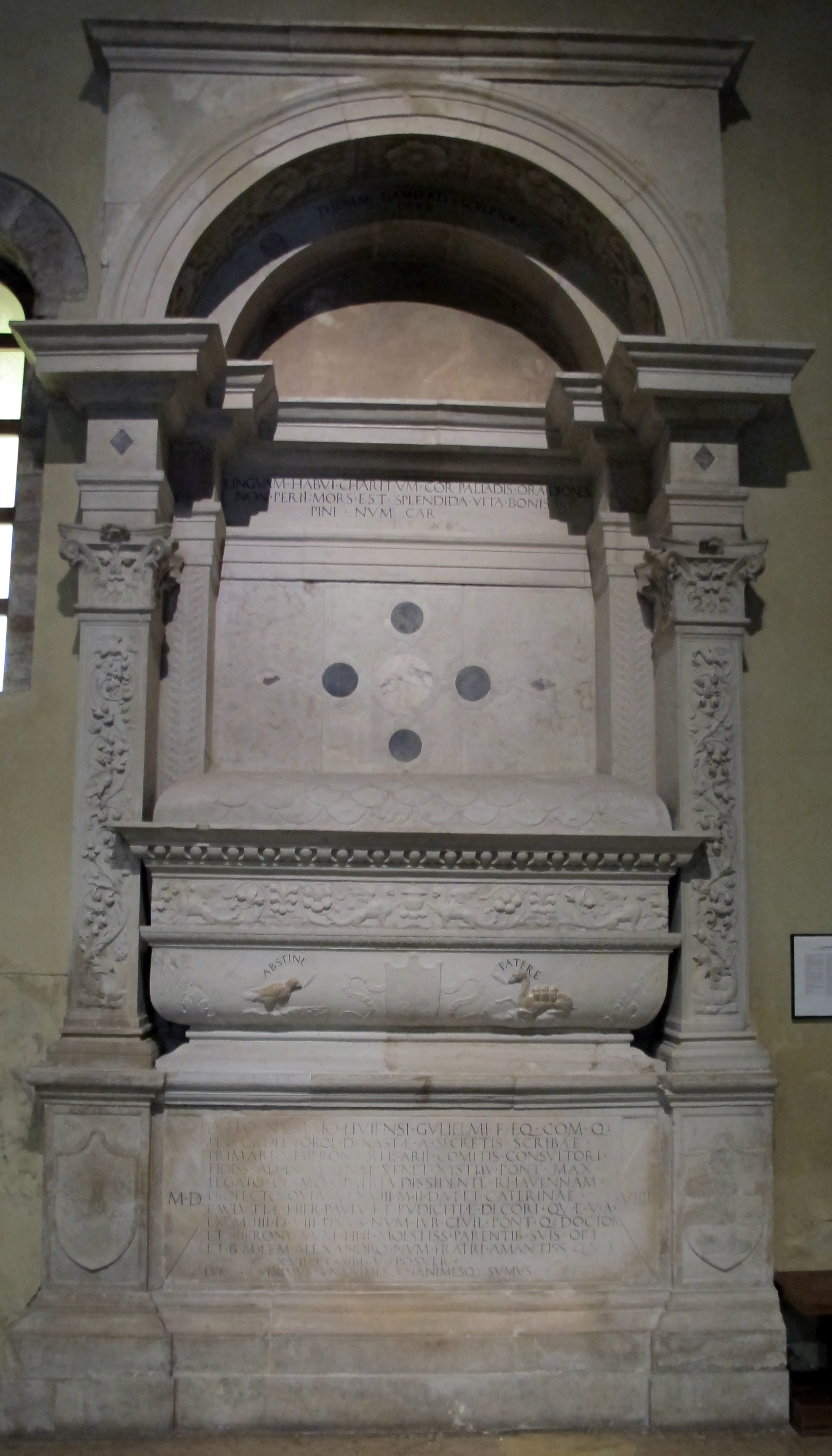
Monumento funebre a Luffo Numai (1509), basilica di San Francesco, Ravenna

Tommaso Fiamberti (... – 1524) è stato uno scultore italiano, che molto ha prodotto insieme al suo collaboratore Giovanni Ricci.

## Opere
- Monumento funebre a Caterina Paulucci (1502), nella basilica di San Pellegrino Laziosi a Forlì
- Battistero esagonale in pietra (1504) nel Duomo di Forlì
- Monumento funebre a Luffo Numai (1509) nella basilica di San Francesco a Ravenna
- Madonna col Bambino e due angeli, una trabeazione per cui però è stata anche proposta l'attribuzione al cosiddetto Maestro delle Madonne di marmo, conservata presso la Pinacoteca Civica di Forlì
- Madonna col Bambino, nel Palazzo Ducale d'Urbino
- Madonna col Bambino, nel Museo Nazionale del Bargello, a Firenze